# The Last Time
The Last Time är en låt av den brittiska rockgruppen The Rolling Stones, skriven av bandets sångare Mick Jagger och bandets gitarrist Keith Richards. Låten var deras första komposition som blev etta i Storbritannien, och den nådde #9 i USA. Keith Richards har sagt i en intervju att låtens refräng är inspirerad av den traditionella gospellåten "This May Be the Last Time", i detta fallet i en inspelning av The Staple Singers från 1955.
Låten släpptes som singel den 26 februari 1965 och i USA den 13 mars 1965 med B-sida "Play with Fire" och fanns med på den amerikanska versionen av albumet Out of Our Heads som släpptes den 30 juli 1965. Den fanns inte med på den brittiska versionen, men i vissa europeiska länder fanns den amerikanska versionen tillgänglig som brittiskpressad export-LP. Samma år spelades låten i några amerikanska TV-program bland annat The Ed Sullivan Show, Shindig!, Shivaree och Hollywood A Go-Go. Låten spelades under konserter av gruppen från 1965-1967, men sedan dröjde det fram till stödturnén för Bridges to Babylon 1997-1998 innan den framfördes på scen igen.
1967 spelade The Who in denna låt tillsammans med "Under My Thumb" och gav ut den på singel. Tanken var att samla in borgen till Mick Jagger och Keith Richards som åkt fast efter en drogräd. Båda hann dock släppas innan singeln kom ut.
Den brittiska rockgruppen The Verve använde 1997 en sample från en symfonisk inspelning av "The Last Time" till sin låt "Bitter Sweet Symphony". De stämdes sedan av Rolling Stones gamle manager Allen Klein som hävdade att gruppen använt sig av en större del av verket än de hade rätt till, vilket ledde till att låten krediterades Jagger/Richards, och att inkomsterna från den gick till Kleins bolag Abkco. 2019 tog det hela åter en vändning då Keith Richards och Mick Jagger skrev över rättigheterna till Richard Ashcroft, som därefter åter kunnat få intäkter från låten.

## Listplaceringar
| Lista (1965)   | Position              |
| -------------- | --------------------- |
| Finland        | 1                     |
| Flandern       | 4                     |
| Irland         | 2                     |
| Kanada         | 9 (RPM)               |
| Nederländerna  | 1                     |
| Norge          | 1 (VG-lista)          |
| Storbritannien | 1                     |
| Sverige        | 1 (Kvällstoppen)      |
| Sverige        | 1 (Tio i topp)        |
| USA            | 9 (Billboard Hot 100) |
| Vallonien      | 14                    |
| Västtyskland   | 1                     |
| Österrike      | 7                     |